# Paradoks Levinthala
Paradoks Levinthala – ogromna różnica między czasem potrzebnym do prawidłowego zwinięcia się białka, obliczonym na podstawie modelu matematycznego z parametrami przyjętymi a priori, a rzeczywistym czasem powstania konformacji formy natywnej. Teoretyczny problem przedstawił Cyrus Levinthal w roku 1969.

## Przykładowe obliczenia
Dla peptydu składającego się z 101 reszt aminokwasowych, czyli zawierającego 100 wiązań peptydowych, z których każde może mieć np. 3 geometrie, możliwych jest 3100 ≈ 5 × 1047 konformacji. Zakładając, że w ciągu sekundy możliwe jest przyjęcie 1013 konformacji peptydu, czas „przetestowania” wszystkich konformacji tego peptydu wynosiłby ok. 1027 lat (dla porównania, czas istnienia Wszechświata wynosi ok. 1,4 × 1010 lat).

## Wyjaśnienie paradoksu
Levinthal zdawał sobie sprawę, że do powstania konformacji natywnej dochodzi dużo szybciej, niż wynika to z obliczeń teoretycznych. Wyjaśniając paradoks, sugerował, że zwijanie białek jest procesem nieprzypadkowym i następuje w wyniku postępującej stabilizacji form pośrednich. Do opisu procesu zwijania się białek stosuje się model określany jako lejek zdarzeń równoległych (ang. folding funnel). Zwijanie nie jest więc liniową sekwencją zdarzeń, lecz osiąganiem stanu stabilnego wieloma drogami. Termodynamiczna stabilność osiągana jest przez stany przejściowe, które ulegają zachowaniu, jeżeli zwiększają całkowitą stabilizację, a niekoniecznie są stabilne indywidualnie.